# Kurkheda
Kurkheda es una ciudad censal situada en el distrito de Gadchiroli en el estado de Maharashtra (India). Su población es de 7430 habitantes (2011). 

## Demografía
Según el censo de 2011 la población de Kurkheda era de 7430 habitantes, de los cuales 3798 eran hombres y 3632 eran mujeres. Kurkheda tiene una tasa media de alfabetización del 91,88%, superior a la media estatal del 82,34%: la alfabetización masculina es del 95,65%, y la alfabetización femenina del 87,92%.